# Olávio
Olávio (* 10. September 1993 in Missão Velha), mit vollständigen Namen Olávio dos Santos Lima Filho, ist ein brasilianischer Fußballspieler.

## Karriere
Olávio stand von 2011 bis 2013 beim brasilianischen Verein ADRC Icasa in Juazeiro do Norte unter Vertrag. Von Mai 2013 bis Jahresende war er vertrags- und vereinslos. Am 1. Januar 2014 verpflichtete ihn der Barbalha FC aus Barbalha. In den folgenden Jahren wurde er an Crato EC, Alecrim FC, AD Iguatu, Paraíba EC, EC Guarani, Caucaia EC, Atlético Cearense, Guarany SC, SD Juazeirense und den Ferroviário AC (CE) ausgeliehen. Atlético Cearense nahm ihn 2021 fest unter Vertrag. Von Cearens wurde er an den Volta Redonda FC und den Campinense Clube ausgeliehen. Mit Campinense gewann er 2022 die Staatsmeisterschaft von Paraíba. Im Sommer 2022 ging er nach Asien. Hier unterschrieb er in Thailand einen Vertrag beim Erstligisten Chiangrai United. Für den Verein aus Chiangrai bestritt er acht Erstligaspiele und erzielte dabei drei Tore. Nach der Hinrunde 2022/23 wurde sein Vertrag nicht verlängert. Im Januar 2023 kehrte er in seine Heimat zurück. Hier nahm ihn der Brusque FC unter Vertrag.

## Erfolge
Campinense Clube
- Staatsmeisterschaft von Paraíba: 2022